# Hiệp ước Vịnh Hạ Long
Hiệp ước Vịnh Hạ Long (tiếng Pháp: Accords de la baie d’Along) là tên gọi của hai hiệp ước được ký kết giữa đại diện chính quyền Đệ tứ Cộng hòa Pháp và cựu hoàng Bảo Đại đại diện cho các đảng phái quốc gia Việt Nam chống Việt Minh do những người Cộng sản lãnh đạo.

## Hiệp ước 1947
Hiệp ước Sơ bộ Vịnh Hạ Long được ký kết vào ngày 7 tháng 12 năm 1947.

## Hiệp ước 1948
Hiệp ước hay Thông cáo chung Vịnh Hạ Long được ký kết vào ngày 5 tháng 6 năm 1948 trên chiến hạm Đuygoay Tơroanh (Duguay Trouin) tại vịnh Hạ Long, giữa thủ tướng chánh phủ Trung ương Lâm thời Việt Nam Nguyễn Văn Xuân và Cao uỷ Pháp ở Đông Dương Bôlaec (É. Bollaert), với sự có mặt của đại biểu Nam Kỳ, Trung Kỳ và Bắc Kỳ Việt Nam là Đặng Hữu Chí, Phan Văn Giáo, Trần Văn Hữu, Lê Văn Hoạch. Bảo Đại chứng kiến và ký chứng nhận vào Hiệp ước.
Nội dung: Pháp công nhận độc lập của Việt Nam, Việt Nam gia nhập Liên hiệp Pháp; Việt Nam tôn trọng quyền lợi của Pháp, bảo đảm tôn trọng các nguyên tắc dân chủ, Việt Nam sẽ được ưu tiên sử dụng các cố vấn, kỹ thuật gia Pháp khi có các nhu cầu về tổ chức nội vụ và kinh tế; sau khi thành lập chánh phủ, đại diện của Việt Nam sẽ thương lượng với Pháp để ký các hiệp định về văn hoá, ngoại giao, quân sự, kinh tế, tài chánh và kỹ thuật. Ngày 14.6.1949, khi hiệp định Elysee có hiệu lực, Bảo Đại trở thành quốc trưởng của Việt Nam.